# Byrsonima magna
Byrsonima magna är en tvåhjärtbladig växtart som beskrevs av José Cuatrecasas. Byrsonima magna ingår i släktet Byrsonima och familjen Malpighiaceae. Inga underarter finns listade i Catalogue of Life.